# Enzima alostérica
As enzimas reguladas por modificações não-covalentes são chamadas de alostéricas. Elas contêm uma região separada daquela em que se liga o substrato, na qual pequenas moléculas regulatórias (efetores) podem ligar-se e modificar a atividade catalítica destas enzimas. Ao ligar-se à enzima, o efetor alostérico pode aumentar (efetor positivo) ou diminuir (efetor negativo) a atividade catalítica, através de modificações no sítio catalítico. Elas são encontradas em quase todas as vias metabólicas e geralmente está catalisando uma reação irreversível localizada no início da via. Quanto à sua estrutura, são oligoméricas ou seja compostas de varias cadeias polipeptídicas, cada uma com um sítio ativo. A ligação do substrato ao sítio ativo de uma das subunidades afeta a conformação das demais, facilitando a ligação dos demais substratos a sítios ativos.
As enzimas alostéricas são um dos tipos de enzimas que não podem ser explicadas pelo modelo de Michaelis-Menten. As enzimas alostéricas frequentemente exibem gráficos sigmoides da velocidade da reação versus a concentração de substrato [S], em vez de gráficos hiperbólicos previstos pela equação de Michaeli-Menten. As enzimas alostéricas são sensíveis reguladores do metabolismo, porque ao se ligarem a determinados metabólitos celulares, sua atividade sofre grandes alterações. Estes metabólitos também podem ser chamados de efetuadores ou moduladores alostéricos, e podem ser positivos(aumento da velocidade de reação) ou negativos (redução da velocidade de reação) de acordo com o seu efeito. Portanto os moduladores alostéricos podem atuar tanto como inibidores, como ativadores da reação enzimática.
Na maioria das vias metabólicas, é comum que o produto final atue como modulador alostérico negativo da enzima que catalisa as primeiras reações da via. Portanto, quando a concentração deste produto fica aumentada ele vai agir como um inibidor alostérico, diminuindo a velocidade da via e a sua própria produção. Este mecanismo é denominado inibição por retroalimentação ou feedback. Caso o produto final comece a ser consumido e consequentemente sua concentração diminua ele vai deixar de inibir a via, fazendo com isso que a via tenha sua velocidade aumentada.  [carece de fontes?]